# Apinae
De Apinae vormen een onderfamilie van de Apidae waaronder de meeste bijen en hommels vallen.
In de taxonomie van de Apinae worden de onderstaande geslachtengroepen onderscheiden
- Ancylini
- Anthophorini
- Apini
- Bombini
- Centridini
- Ctenoplectrini
- Emphorini
- Ericrocidini
- Eucerini
- Euglossini
- Exomalopsini
- Isepeolini
- Melectini
- Meliponini
- Osirini
- Protepeolini
- Rhathymini
- Tapinotaspidini
- Tetrapediini